# Châtel-Censoir
Châtel-Censoir là một xã trong tỉnh Yonne, thuộc vùng hành chính Burgund của nước Pháp, có dân số là 657 người (thời điểm 1999).

## Nhân khẩu học
| 1962 | 1968 | 1975 | 1982 | 1990 | 1999 |
| ---- | ---- | ---- | ---- | ---- | ---- |
| 708  | 805  | 713  | 677  | 602  | 657  |